# 전진배의 탐사 플러스
《전진배의 탐사 플러스》는 JTBC의 시사 프로그램이다. 한 주간 한국사회를 달군 이슈를 분석하고 새로운 이슈를 발굴하는 프로그램이다.